# Антифашистский комитет «Свободная Германия»

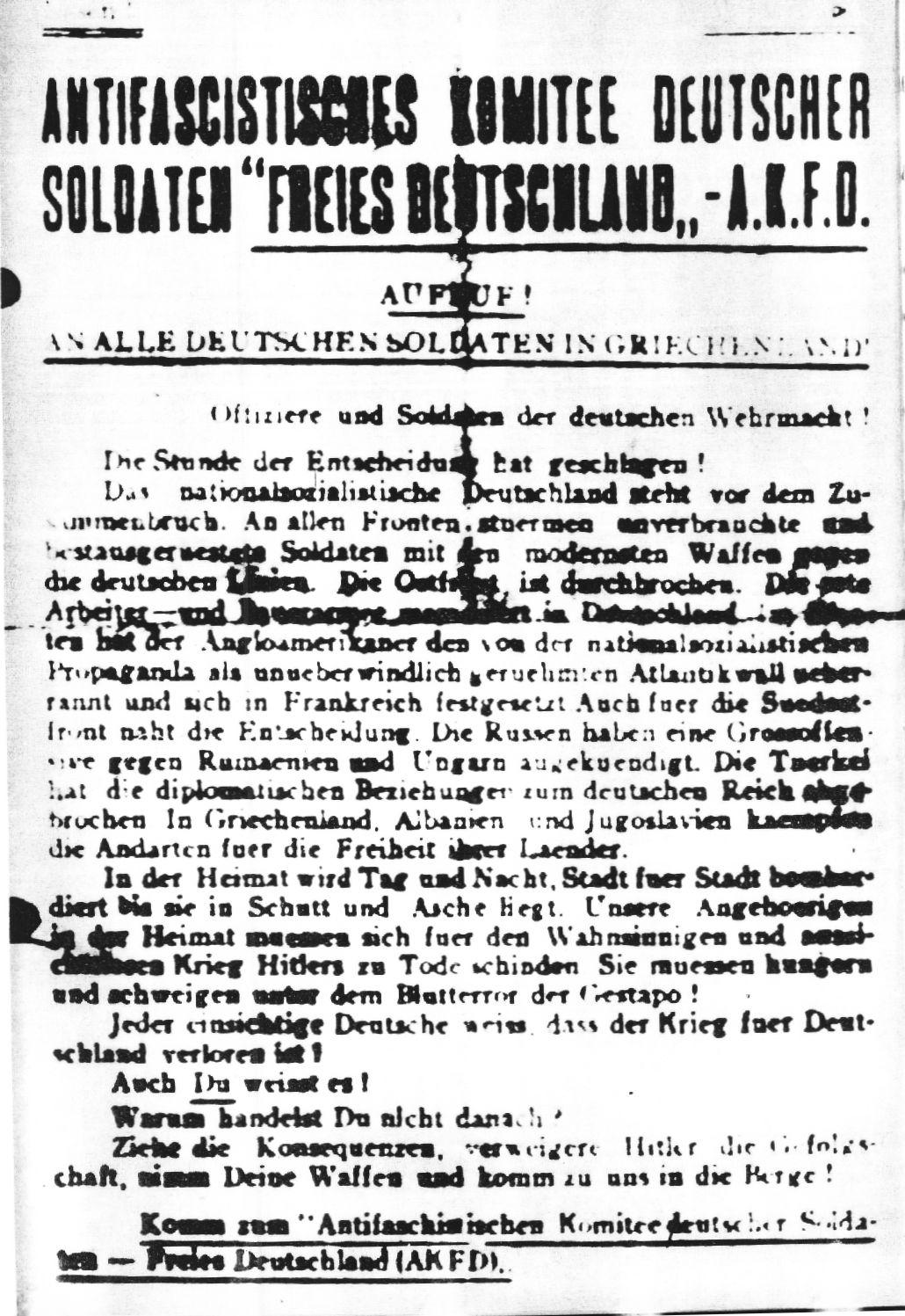
Листовка AKFD (август 1944)

Антифашистский комитет Свободная Германия (Antifaschistische Komitee Freies Deutschland, или AKFD) — организация, созданная в Греции бывшими солдатами Вермахта в период Второй мировой войны. «Комитет» был последним звеном в ряду созданных в Греции немецких антифашистских организаций, начиная с «Немецкого антифашистского союза», созданного в Салониках майором Г. Экертом. В отличие от созданного на территории СССР Национального комитета «Свободная Германия» (Nationalkomitee Freies Deutschland, или NKFD), по образцу которого был создан AKFD и члены которого в своём большинстве были военнопленными, члены AKFD в своём подавляющем большинстве были дезертирами, добровольно примкнувшими к греческим партизанам, что в определённой степени объясняется использованием Вермахтом при оккупации Греции большого числа «дисциплинарных батальонов 999» (Bewährungsbataillone).
Переход солдат Вермахта к греческим партизанам отмечается с 1943 года, но официальное оформление организации при генштабе Народно-освободительной армии (ЭЛАС) состоялось в августе 1944 года, и в этом статусе организация просуществовала до декабря 1944 года. Отдельно отмечается попытка мятежа «Организации немецких антифашистов на Пелопоннесе» силами «дисциплинарных батальонов 999», с целью соединиться с 3-й дивизией ЭЛАС и установить контроль на полуострове Пелопоннес, что является беспрецедентным подобным случаем в оккупированных Вермахтом странах Европы. Эта же попытка мятежа в британских планах фигурировала под названием «Операция „Kitchenmaid“», но она предписывала эвакуацию батальонов в Италию.
AKFD в Греции и NKFD в СССР были организациями движения «Свободная Германия», организованного немецкими гражданами за пределами Третьего Рейха. После создания AKFD в 1944 году он был официально признан находившимся в СССР NKFD; последний в телеграмме сообщил и об установлении постоянной связи, но долгое время её поддерживать не получилось.

## Предпосылки создания организации
На всём протяжении войны греческое движение сопротивления сковывало 10 немецких дивизий в континентальной Греции (140 тыс. человек) плюс немецкие силы на Крите и других островах, а также 250 тыс. итальянцев (11-я армия (Италия)).
Необходимость освобождения боевых частей для отправки на Восточный и другие фронты вынудила германское командование предоставить возможность своим болгарским союзникам расширить зону оккупации на греческие регионы Центральная Македония и Западная Македония, однако эта попытка была сорвана массовыми выступлениями греческого населения в июле 1943 года.
После последовавшего сразу после этих событий выхода Италии из войны, не пытаясь более высвободить войска за счёт расширения болгарской зоны, германское командование было вынуждено перебросить в Грецию боевые немецкие части из других европейских стран, в частности из Польши.
Одновременно германское командование пыталось также частично решить проблему за счёт переброски в Грецию частей из немецких штрафников (Штрафная дивизия 999), а также «иностранных» соединений — таких, как батальон особого назначения «Бергманн», Арабский легион «Свободная Арабия» и других.

## «Дисциплинарные батальоны 999» и «Корпус 500»
«Дисциплинарные батальоны 999» (Bewährungsbataillone), общим числом в 30 единиц, были сформированы в середине 1942 года и насчитывали 28.000 солдат из числа тех кто ранее были признаны «недостойными служить», в основном по политическим причинам.
Напротив, в «исправительном корпусе 500» насчитывавшем 27.000 человек служили осуждённые за уголовные и воинские преступления и нарушения. Боеспособность этого корпуса не уступала регулярным частям. Однако после негативных результатов кампании в Северной Африки, командование вермахта стало включать в каждый «батальон 999» значительное число уголовников, чтобы держать под контролем «политических».
Осуждённые уголовники получали возможность реабилитации, либо за хорошее поведение, либо за храбрость.
Политические в «батальонах 999» насчитывали до 11000 солдат, то есть примерно 30 % их живой силы. Чтобы затруднить контакты между «политическими», командование вермахта периодически меняло состав взводов.

## В Греции
Греция была одной из оккупированных стран Европы где партизанское движение получило значительный размах. Греческое Сопротивление, кроме Народно-освободительной армии (ЭЛАС) и других вооружённых формирований, было представлено также более широким гражданским Освободительным Фронтом (ЭАМ), действовавшим по всей стране, но главным образом в городах. Французский писатель Роже Милльекс заявлял, что Афины являлись «столицей европейского Сопротивления». Греция была основным театром военных действий «соединений 999» и как следствие ряда факторов стала центром проявления антифашистских тенденций, в особенности в рядах «соединений 999». Пиком деятельности немецких солдат-антифашистов стало создание в 1944 году комитетов «Свободная Германия», и созданного солдатами «батальонов 999» «Союза немецких антифашистов» на Пелопоннесе.

## План восстания «батальонов 999» наПелопоннесе

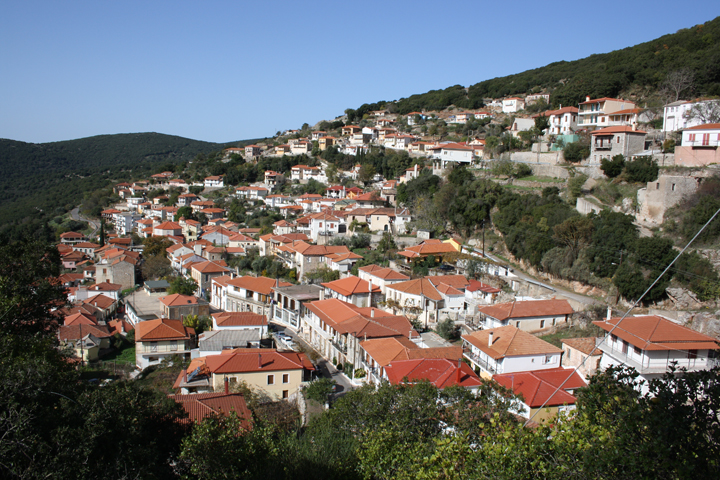
Село Тропея где была создана «Организация немецких антифашистов на Пелопоннесе»

Коммунист Вернер Иллмер из Берлина, после четырёх лет тюремного заключения был направлен в «соединения 999» в Греции.
Иллмер состоял в «Организации немецких антифашистов на Пелопоннесе» (Verbanddeutscher Antifaschisten auf dem Pelopones), которую немецкие антифашисты создали в Тропея и Аркадия, как писал Герман Майер «с не такой уж незначительной целью, как восстание против вермахта» и взятие в свои руки «администрацию, в нужное время».
Центр подпольной организации находился в Амальясе, среди военнослужащих «4-го батальона 999», но заговорщики раскинули сеть деятельности и в ротах других батальонов. Илльмер основывался в своих планах на контакты с единомышленниками в 4-м  и 2-м  пехотных «батальонах 999», расположенных в Като-Ахайя, где в начале лета и созрела идея восстания.
Заговорщики в своих планах были поддержаны организациями ЭАМ и командованием ЭЛАС, а также британскими связными при ЭЛАС, которые снабжали их пропагандистскими материалами и листовками. Англичане сбрасывали эти материалы с воздуха, ЭАМ-ЭЛАС тиражировал их в своих типографиях и распространял с помощью заговорщиков. Информация о деятельности Илльмера просочилась, угроза ареста вынудила его бежать 27 февраля 1944 года к партизанам ЭЛАС, которые вывели его на связь с британскими связными.
Англичане подготовили план поддержки («Support Plan») с амбициозной целью "организовать с помощью Иллмера мятеж немецких частей, которые охраняли Пелопоннес и, по возможности, частей на Крите и Родосе, с тем чтобы:
- 1. подорвать боевой дух немецких частей на других фронтах.
- 2. вынудить вермахт либо покинуть либо послать подкрепления на Пелопоннес и Эгейский архипелаг.
- 3. запланировать операцию таким образом, чтобы она совпала с англо-американской высадкой в Западную Европу.

Неделей позже (с апреля 1944 года) руководство возглавил британский генерал Бенфилд (Fairbanks, Cecil Benfield). Преувеличенная англичанами оценка ситуации вела к мысли, что даже если основная цель не будет достигнута, можно будет отвлечь немцев и поддержать свои операции на западе, ослабив немецкие резервы. Бенфильд увидел значительную пропагандистскую ценность этой операции и приказал подготовить план (с кодовым названием «Kitchenmaid»), в котором значительные роли отводились связным Макмаллену, Кампелу и Андрюсу. Бенфильд получил в помощь «специалистов» в диверсионных операциях под командованием капитана Д. Б. Дейвиса, который прибыл из Северной Африки специально для операции «Kitchenmaid». Англичане не посвятили ЭЛАС в свои «совершенно секретные» планы, опасаясь что немецкое оружие попадёт в руки прокоммунистического ЭЛАС, в то время как Иллмер предполагал, что восставшие соединятся с 3-й дивизией ЭЛАС и будут сражаться против своих соотечественников после высадки англичан. Британские связные утвердились в решении начать мятеж в первую неделю августа включая и других «tame Germans» (прирученных немцев), как они именовали заговорщиков двух батальонов, но общее число потенциальных мятежников было ещё неизвестно. Также не было уверенности, что солдаты всех батальонов примут участие в мятеже. Кроме предположения Илмера, что три из четырёх рот 4-го батальона якобы готовы принять участие в мятеже (4-я рота состояла в основном из уголовников), англичане знали только то. что два батальона охраны гарнизонов насчитывали в общей сложности 1800 человек. Стивенс почему-то верил, что 117-я лёгкая пехотная дивизия (вермахт), которой подчинялись батальоны охраны гарнизонов, состояла из «ненадёжных солдат которым надоела война», и что только 10 % из них были немцами, 30 % австрийцами, 60 % «сборищем эльзасцев, поляков и немцев из Польши и Литвы». Он сосредоточил пропагандистские усилия так, чтобы они получили отзвук у «поляков, но не у немцев». Однако эти оценки были далеки от реальности: лишь немногие «поляки и не-немцы» служили в 117-й дивизии. Было верно, что 37 % солдат дивизии происходили из Altreich (исторических германских земель), 53 % из Австрии, и только 4,8 % из верхней Силезии и западной Пруссии, а 5,3 % из Эльзаса.
У англичан были свои взгляды в отношении тактики: они считали, что восставшие должны будут убить офицеров, уничтожить самолёты на аэродроме в Араксос, а затем повредить дороги и железнодорожные пути в такой степени, чтобы части 117-й дивизии, которые располагались по соседству с Като-Ахайя и Амальяс, не могли бы приблизиться к региону восставших до их отхода.
Вместо того, чтобы удовлетворить желанию Илльмера о вступлении мятежных частей в 3-ю дивизию ЭЛАС, согласно британским планам — 1.800 солдат должны были проехать на 36 грузовиках батальона до мыса Катаколон, откуда они будут эвакуированы на британском эсминце 15 августа и будут перевезены в итальянский Бари.

## Срыв плана восстания и разгром заговорщиков
В июле планам заговорщиков и англичан был нанесён серьёзный удар, когда были арестованы 6 солдат из 4-го батальона в котором ранее служил Иллмер. В их числе был и бывший муниципальный советник Брауншвейга от компартии Герман Боде (Hermann Bode), у которого в 4-й роте был определённый авторитет среди некоторых солдат. Поводом для ареста стала листовка под заголовком — „Составлена немецкими солдатами близкими к партизанам“ — которая и была найдена в казарме у шести арестованных. В листовке содержался призыв перейти на сторону партизан.
Из шести арестованных, четверо служили в „батальоне условно осуждённых“ по причине того, что на момент прихода нацистов к власти состояли в компартии или в (про)коммунистическом спортивном клубе, пятый был осуждён за сутенёрство, шестой был фальшивомонетчиком. В силу их прошлого, для обвиняемых не были признаны смягчающие обстоятельства — все они были приговорены к смерти. Все шестеро были расстреляны 9 июля 1944 года в Амальяс, их имена:

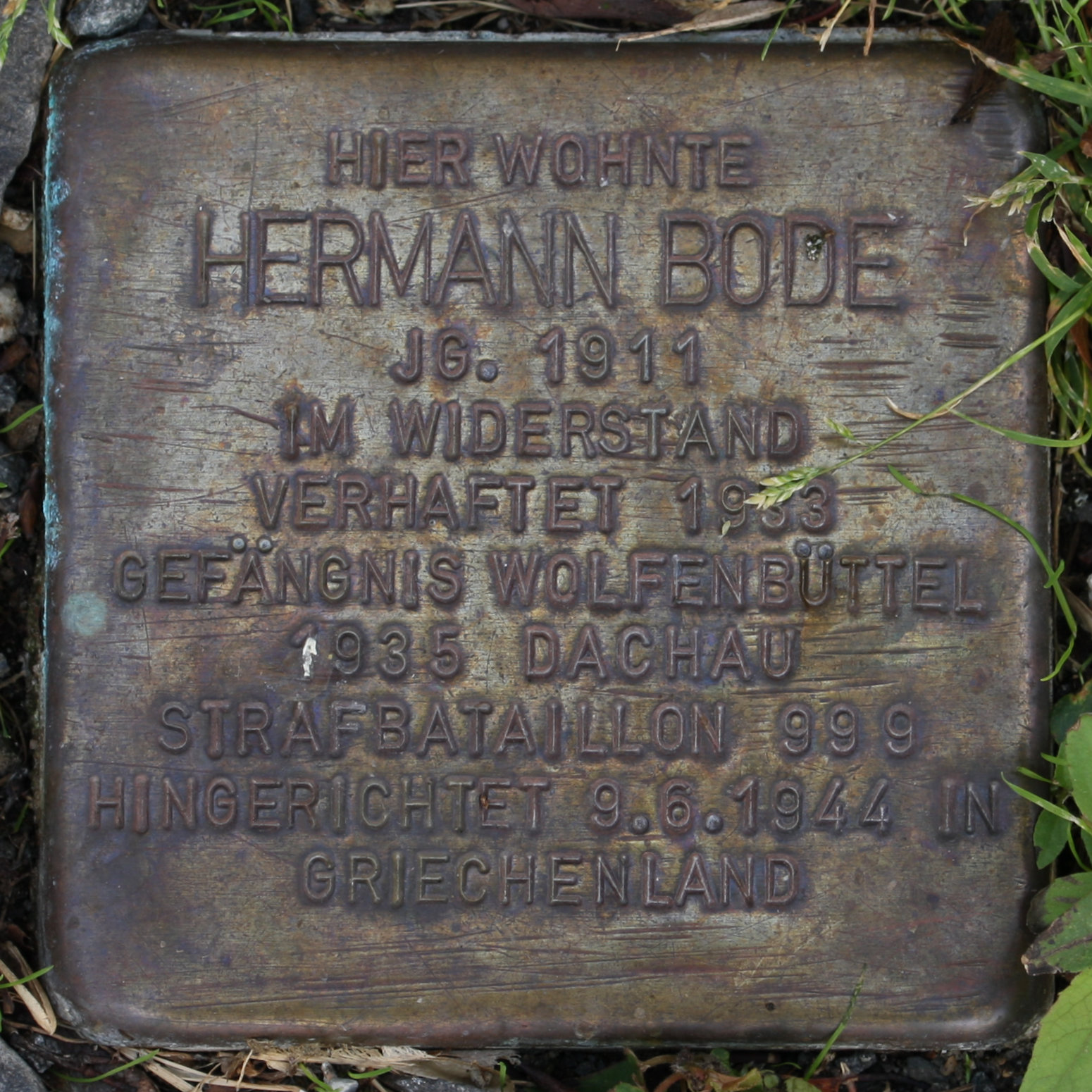
Памятная плита Герману Боде в Брауншвейге

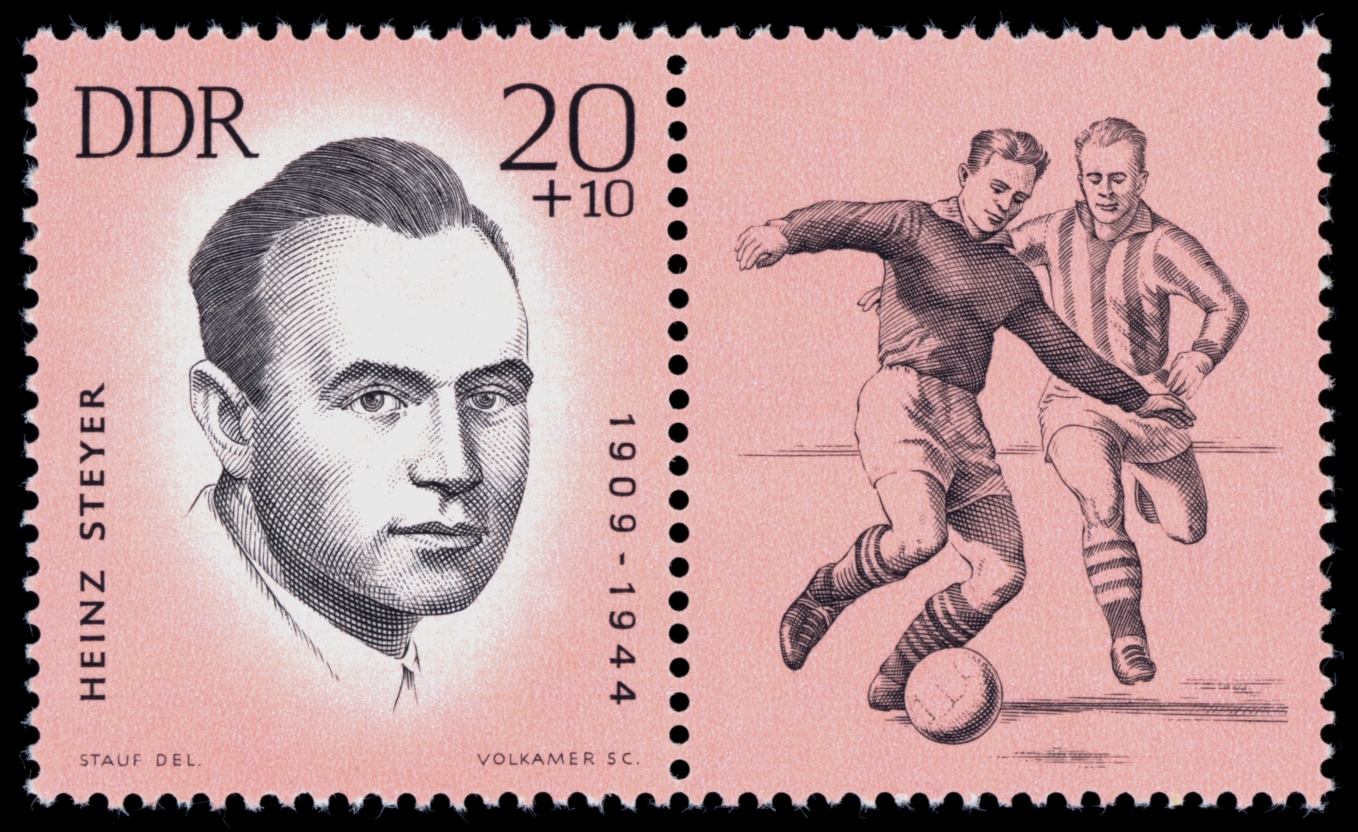
Почтовая марка выпущенная в ГДР в честь Ханца Штайера

- -Герман Боде род. 01.02.1911 (коммунист, бывший муниципальный советник Брауншвейга)
- -Франц Шнайдер род. 13.12.1913
- -Вилли Демел род. 17.04.1910 из Дортмунда
- -Йенс Юхелка род. 21.04.1913 из Щецина
- -Рудольф Калб род. 07.04.1905 из Гановера
- -Генрих Варнкен из Бадена

По этому же делу был арестован служивший телефонистом в комендатуре села Лехена коммунист и спортсмен из Дрездена Штайер, Хайнц, он был расстрелян 12 июля 1944 в селе Агиос Иоаннис. Но решающий удар организаторам восстания был нанесён 22 июля — за несколько дней до планируемой даты начала восстания и по прошествии небольшого периода после создания „Организации немецких антифашистов Пелопоннеса“ — патруль „4-го батальона 999“ встретил случайно в комендантский час Иллмера, который при задержании был ранен и арестован. Иллмер был в штатском и при нём были найдены политические документы. Не предав на допросе операцию „Kitchenmaid“, тремя днями позже он был приговорён и расстрелян 28 июля 1944, был захоронен на кладбище в Амальясе.
На следующий день, после предательства был арестован и расстрелян Антон Бергхубер. События затронули и „батальон 999“ базировавшийся в регионе Каламата-Мессини-Пилос-Кипариссия. На побережье Каламаты были расстреляны 13 солдат, несколько единичных расстрелов были произведены в Пилос и Кипариссии.
Для британских связных на Пелопоннесе, которые все надежды на успех операции возлагали на Иллмера, всё кончилось с его смертью.
Андрюс пишет, что поскольку „Иллмер, ключ операции“ — был убит, мятеж вынужденно был перенесён на 21 августа 1944 года.
Историография Сопротивления упоминает также и „Леонидаса“ (Λεωνίδας) офицера и дрессировщика собак, адъютанта германского командующего в регионе. Леонидас бежал к партизанам ЭЛАС вместе со своей собакой по имени „Граф“ и был определён в роту командования бригады. В боях на него была возложена обязанность обращаться к немецким солдатам через рупор, с тем чтобы они перешли в ЭЛАС. Вместе со своей собакой Леонидас принял участие в сражении за город Каламата 9 сентября 1944 года:220, так у гостиницы „Пантеон“ (в которой забаррикадировались коллаборационисты) Леонидас с собакой ползком добрался до здания гостиницы и с помощью собаки установил по одной маленькой мине на каждом из четырёх углов здания и подорвал их. Леонидас был ранен в этом сражении, но после выздоровления продолжил свою боевую деятельность.

### Память расстрелянных Антифашистского комитета Пелопоннеса

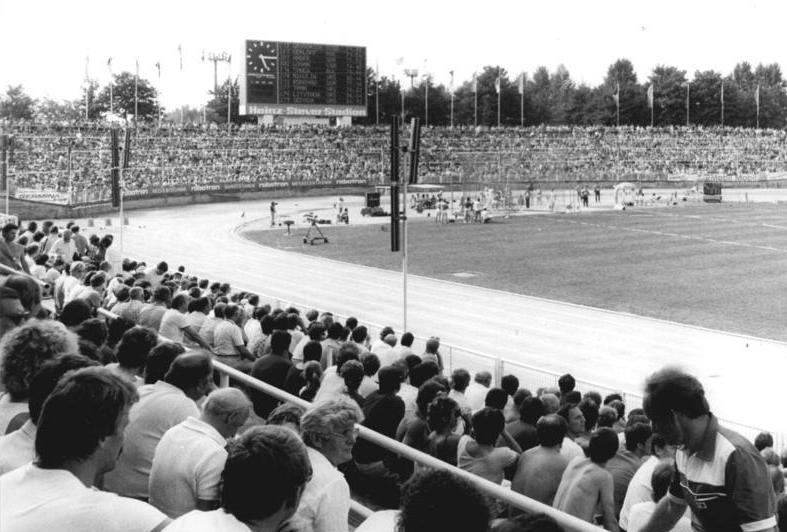
Стадион имени Ханца Штайера в Дрездене

В 1978 году молодёжное общежитие „Jugendwohnheim des heutigen“ Берлина (ГДР) получило имя „Jugendwohnheim Werner Illmer“
Прикреплённая к зданию памятная доска с его портретом была снята после объединения Германии в 1990 году
Именем Ханца Штайера был назван стадион в Дрездене, а почта ГДР выпустила в память о расстрелянном антифашисте и футболисте почтовую марку. Памятная плита Герману Боде была установлена в Брауншвейге.

## Греческий Архипелаг
Дезертирство солдат „батальонов 999“ было отмечено уже при их перевозке из Пирея на острова на востоке Эгейского моря. Один из них, Герхард Райнхарт, вошёл в контакт с организациями ЭАМ и был отправлен в горы. При перевозке „батальоны 999“ понесли заметные потери от британских атак на их корабли. Среди созданных на островах солдатских антифашистских организаций наиболее сильными были организации на Самосе и Лесбосе. С их помощью ЭЛАС сумел разбить и разоружить на Самосе соединение итальянских чернорубашечников, продолжавшее воевать на стороне вермахта. Это позволило англичанам высадиться на острове не встречая сопротивления. Однако следуя своей неизменной политике, англичане потребовали от ЭЛАС передать им немецких антифашистов сражавшихся в его рядах, которые были затем отправлены в британские лагеря.
На островах Родос и Карпатос местное командование вермахта проявило особую жестокость по отношению к греческому населению, ввиду подавлении случаев неповиновения и сотрудничества с греческим Сопротивлением. При уходе вермахта из Греции британский флот теоретически представлял угрозу при эвакуации морем частей с Додеканеса. Самые боеспособные части были эвакуированы самолётами, некоторые с потерями были эвакуированы морем, но в конечном итоге на Додеканесе остались блокированными до 11.000 солдат вермахта. Среди них были фанатики, готовые сражаться до последнего патрона, но и „политические“ из „батальонов 999“, которые находились под их давлением. Между январём и маем 1945 года на Родосе были расстреляны 11 солдат, а поскольку и после капитуляции Германии 8 мая англичане оставили номинально сдавшихся немцев на Родосе под предыдущим командованием, гонения на солдат антифашистов продолжались. Возглавлявшие мятеж местного масштаба были переданы германскими офицерами англичанам, которые отправили их в заключение, в изоляторы в Египте.

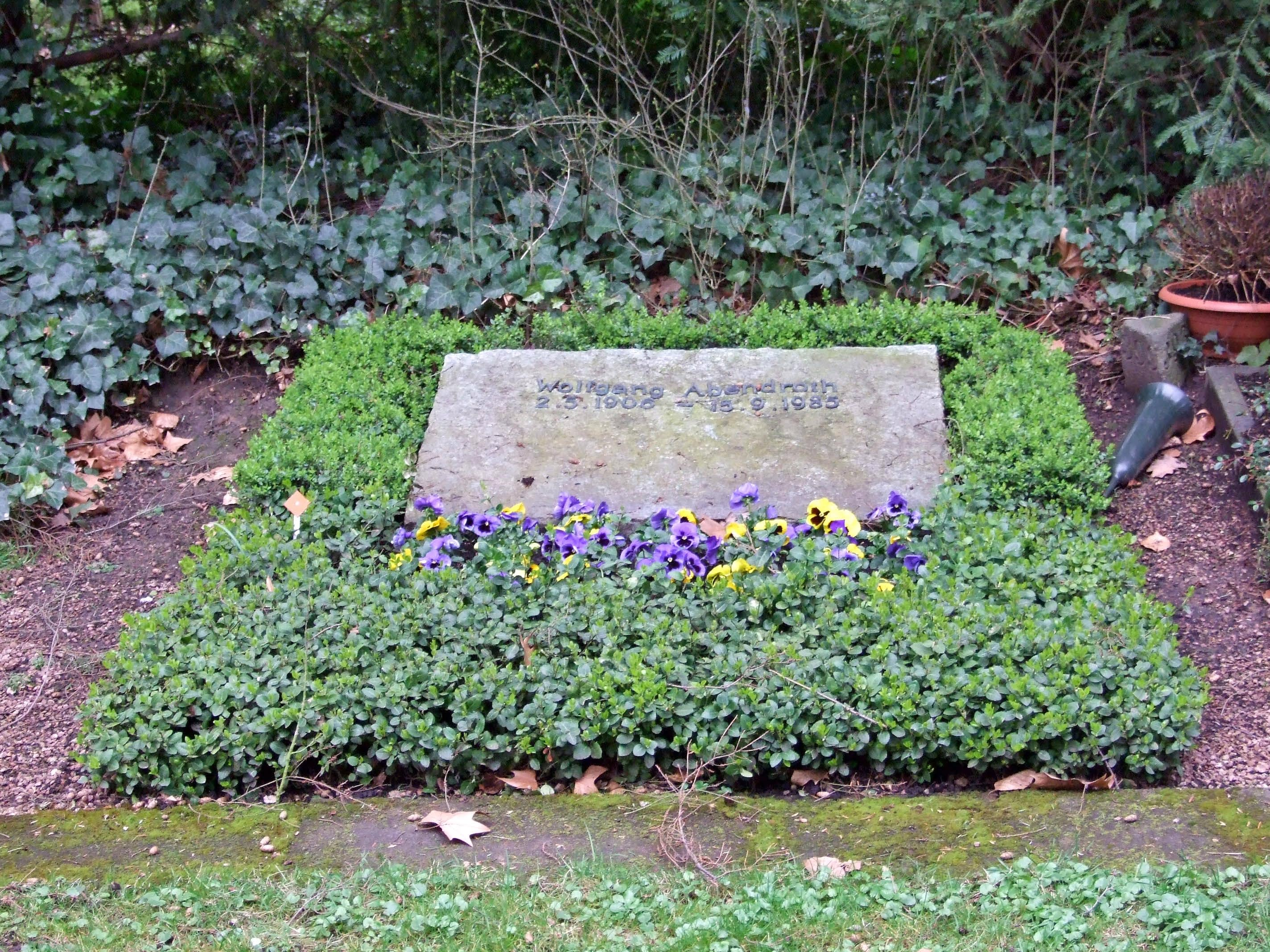
Могила Вольфганга Абендрота во Франкфурте

На острове Лимнос среди солдат вермахта действовала антифашистская организация, в которой кроме других состоял солдат „батальона 999“ будущий историк и профессор университета Марбурга, Вольфганг Абендрот (Wolfgang Abendroth, годы жизни 1906—1985). С началом эвакуации частей вермахта с острова, Абендрот с ещё пятью солдатами дезертировал в расположение партизан ЭЛАС, после чего был отправлен морем на остров Лесбос, где его использовали в пропаганде направленной на солдат местного гарнизона вермахта. Маленькие антифашистские организации существовали и в частях на острове Керкира.

## Фессалия— создание единого комитета
В Фессалии „батальоны 999“ использовались в основном для охраны железнодорожной линии Волос-Кардица-Трикала. В августе 1944 года в городе Волос состоялся ряд групповых дезертирств, после того как планы мятежа в „соединениях 999“ стали известны немецкому командованию. Беглецы сформировали „Антифашистский комитет Волоса и предместий“, от имени которого распространяли листовки-обращения к немецким солдатам. Одновременно в составе местных соединений ЭЛАС был сформирован взвод немецких антифашистов под командованием Людвига Гема, бывшего члена „Международной боевой социалистической лиги“ (Internationaler Sozialistischer Kampfbund). Гем до своей отправки в „батальон 999“ провёл много лет в тюрьмах и в концлагере Бухенвальд. В августе 1944 года был создан Антифашистский комитет немецких солдат „Свободная Германия“, по образцу комитета который функционировал в лагерях немецких военнопленных в СССР.

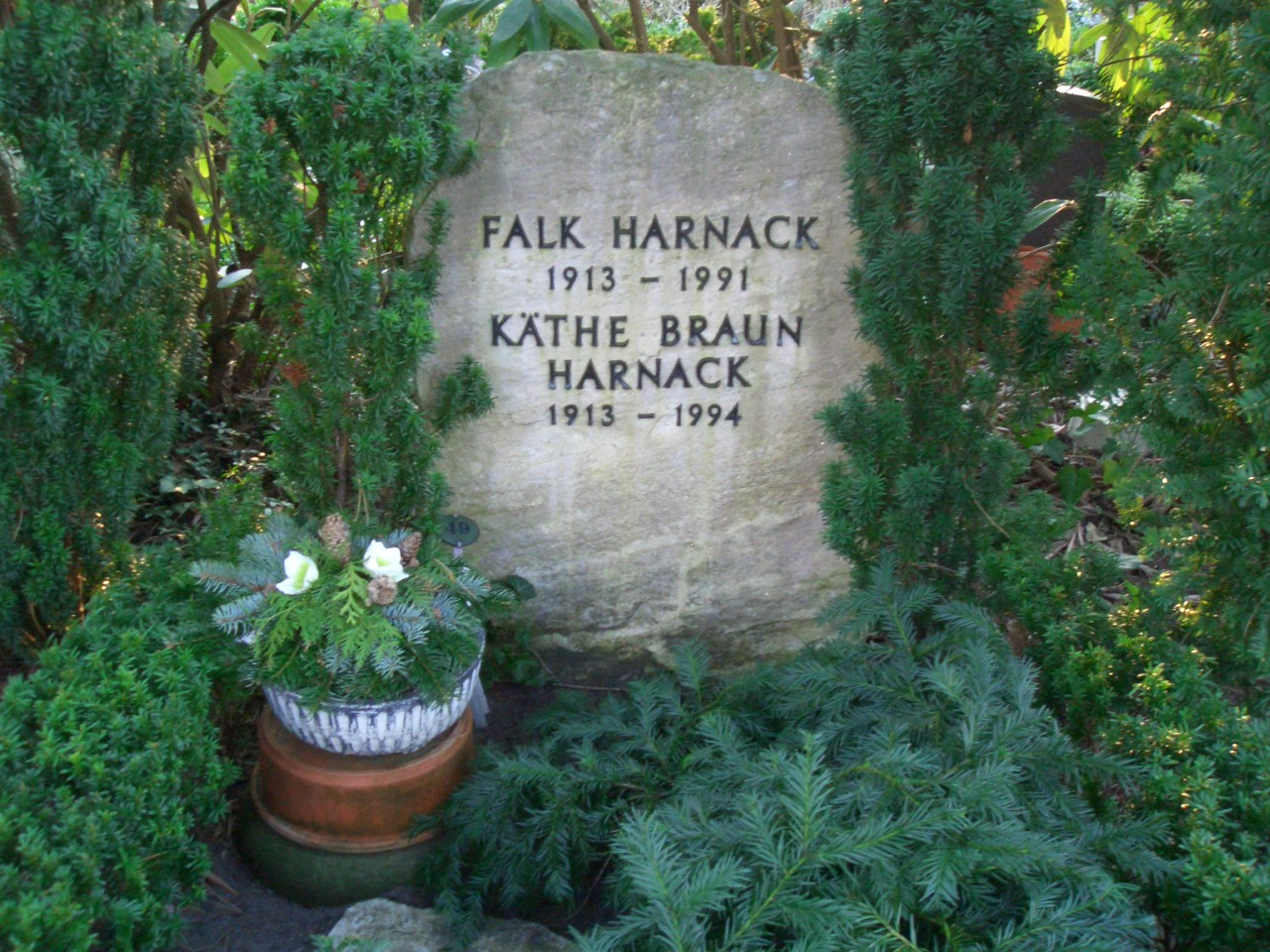
Могила Фалька Харнака в Берлине

Среди его руководителей был Фальк Харнак, брат члена сети „Красная капелла“ Арвида Харнака
Целью организаторов комитета была единая политическая и военная организация немцев вступивших в ЭЛАС, однако руководство греческой организации предпочло вступление немецких солдат малыми группами и в разные воинские части.
В конечном итоге создание единого Антифашистского комитета в качестве фронтовой организации было осуществлено в августе 1944 в селе Кастаниа, в присутствии командующего ЭЛАС генерала С. Сарафиса и Константина Деспото́пулоса.
Комитет поставил себе целью:
1. объединение всех немецких антифашистов независимо от их политической ориентации.
2. освобождение немецкого народа и Европы от рабства национал-социализма.
3. окончание бессмысленной войны и немедленный мир.
4. готовность к строительству Новой Германии.

Декларация была опубликована в двух газетах ЭАМ и доведена до сведения немецких солдат листовками. Деятельность Комитета Свободная Германия была поощрена руководителем советской миссии при ЭЛАС полковником Поповым, но встретила проблемы со стороны британской миссии.
С началом ухода вермахта из Греции число дезертиров возросло. Большинство осталось в маленьких группах в составе разных частей ЭЛАС. В конечном итоге были сформированы три немецкие сотни — в Волосе, Ларисе и (меньшего состава) в регионе Агринион Средней Греции.
На последнем этапе войны в сотню Агриниона вступили и несколько офицеров вермахта.

## Македония[18]

### Немецкие и австрийские антифашисты в 30-м полку ЭЛАС
30-й полк ЭЛАС действовал в приграничном регионе на севере Центральной Македонии против Вермахта и болгарской оккупационной армии, а также против славяноязычных и греческих коллаборационистов. В победном сражении полка при Мухарем Хани отмечено участие взвода немецких антифашистов, из числа солдат бежавших из гарнизона Яницы. После подписания Варкизского соглашения, в начале 1945 года командование ЭЛАС издало приказ о разоружении своих сил. В 30-м  полку встал вопрос о будущем его бойцов-иностранцев, на тот момент полк насчитывал 30 немцев и 2 австрийцев. Соглашения предусматривали, что иностранцы должны быть переданы англичанам. Из всех иностранцев более всех негативно к этому отнеслись немцы, которые заявляли, что они не пленные, а антифашисты и бойцы ЭЛАС. Немцы также заявляли, что им нечего делать в английских лагерях и что англо-американцы ни в коем случае не простят им службу в ЭЛАС. В конечном итоге немцам, австрийцам, полякам и советским, была предоставлена возможность добраться до своих стран через сменившую уже к тому времени военный лагерь Болгарию.

### Группа майора Эккерта
Подпольная группа майора (правительственного советника) Георга Эккерта (Dr. George Eckert) была создана в столице Македонии, городе Фессалоники, ещё осенью 1941 года, не имела отношения к штрафным батальонам и де-факто являлась первой антифашистской организацией в рядах вермахта на территории Греции.
Dr. George Eckert был руководителем метеорологических станций юговосточной Европы с центром в Салониках.
Согласно изданию „Национальное Сопротивление“ и приложенного послания „Группе дивизий Македонии“ ЭЛАС (Ομάδα Μεραρχιών Μακεδονίας — Ο.Μ.Μ) от 24 января 1944 года подпольная организация Эккерта именовалась „Немецкий антифашистский боевой союз“ и включала в себя членов всех антинацистских германских партий.
Организация вела пропаганду среди солдат оккупационной армии, делала всё от неё возможное чтобы уменьшить потери населения от голода в страшную зиму 1941—1942 годов и организовала помощь греческим беженцам из оккупированной Болгарией Фракии, которые искали спасение в немецкой зоне оккупации.
В дальнейшем организация способствовала освобождению значительного числа греческих политических заключённых и спасла от сожжения ряд сёл.
В частности Эккерт спас село Крини на полуострове Халкидики от его сожжения болгарами. Болгарское командование неоднократно жаловалось на него как на „филэллина“, однако германское командование ограничилось замечаниями, но разрешило Эккерту продолжать поддерживать контакты с греками, дабы иметь ответственную информацию о намерениях населения.
Первоначально организация вступила в контакт с единичными греками антифашистами, в 1943 году вступила в контакт с руководителями местных организаций ЭАМ, а летом 1944 года наладила контакт с высшим руководством ЭАМ.
С этого момента связь группы с ЭАМ была почти ежедневной.
С уходом вермахта, в Салониках остались несколько членов „боевого союза“, которые создали признанный командованием ЭЛАС комитет „Свободная Германия“ в (первоначальном) составе 12 человек и под руководством Эккерта.
Комитет начал издавать газету Свободная Германия» и предложил собрать всех разрозненных немцев в Салониках в рабочий батальон.
Немецкий военный врач и медицинский персонал уже приступили к работе в военном госпитале ЭЛАС.
Метеорологи создали «бюро метеорологических исследований» и начали издавать сводки.

### Георг Эккерт

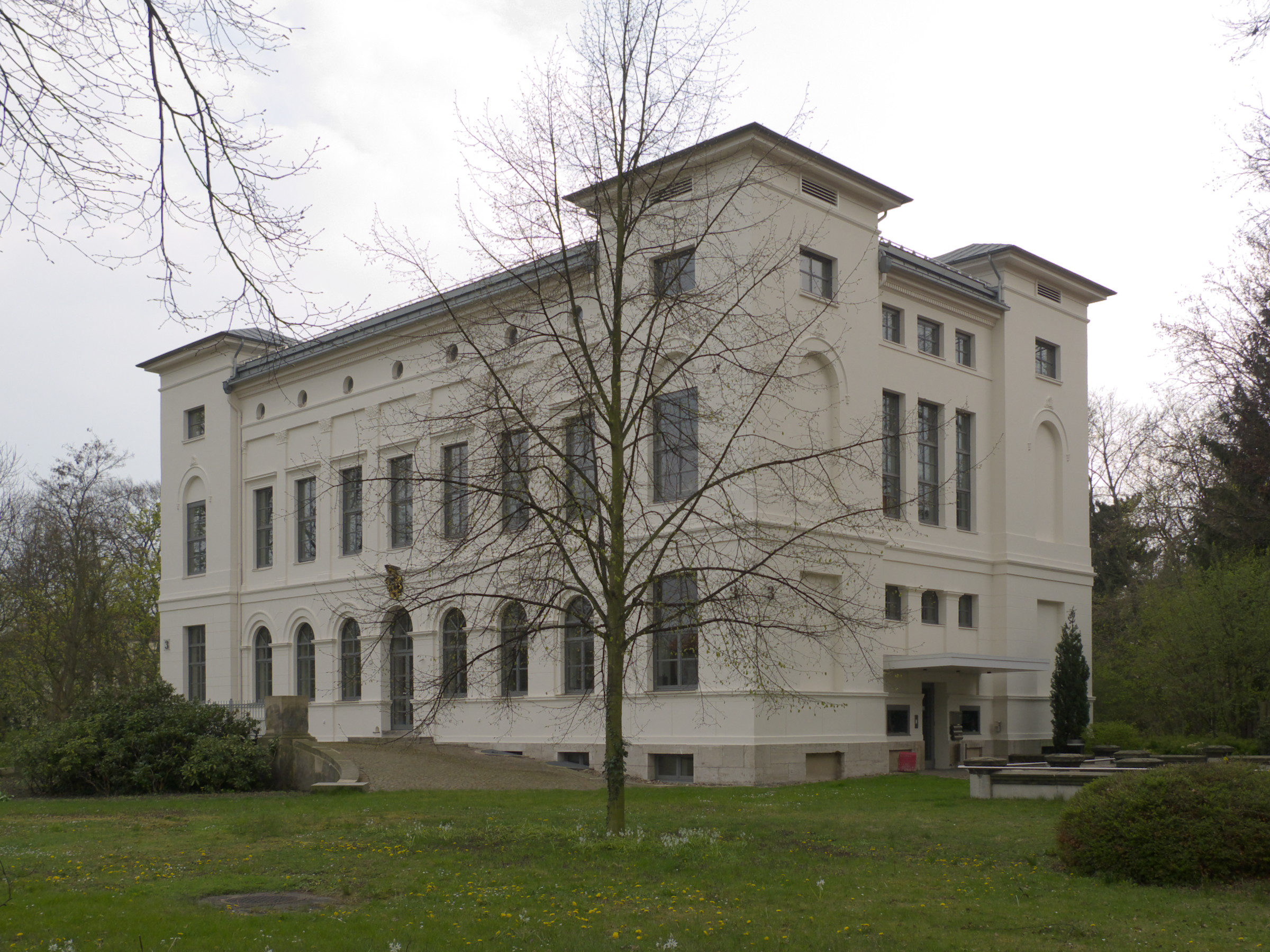
Здание «Института Эккерта»

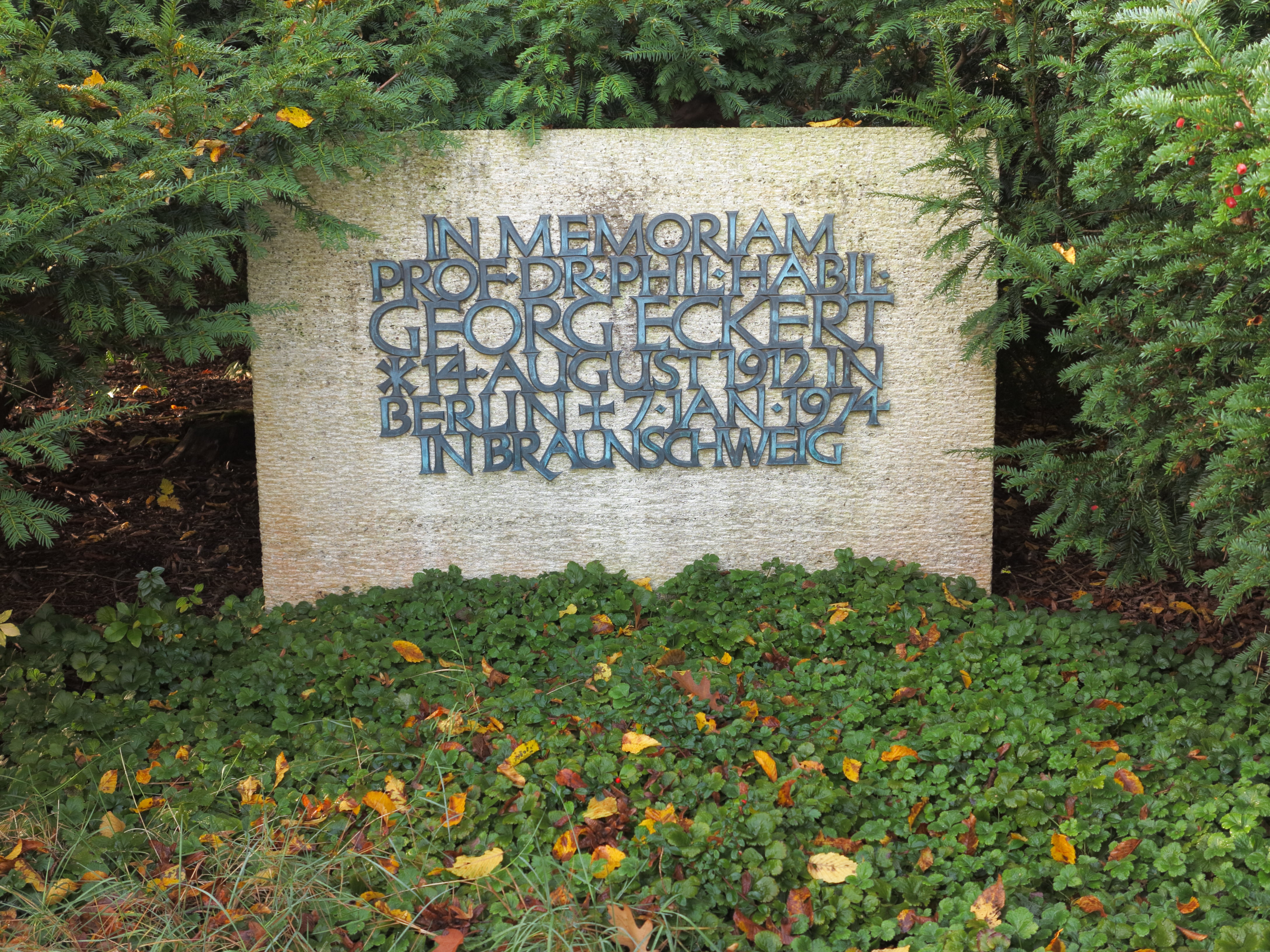
Могила Георга Эккерта

Георг Эккерт вырос в семье социалистов — отец был редактором газеты «Frankfurten Zeitung», мать, родом из Харькова, приняла участие в революции 1905 года.
До 1933 года Эккерт был членом социалдемократической партии и руководил боевой группой студентов в Берлине. С приходом к власти Гитлера, Эккерт был гоним, уехал за границу, но сумел уничтожить своё досье в гестапо, после чего вернулся в Боннский университет где завершил своё образование.
Вступив в национал-социалистическую партию продолжил подпольную деятельность.
Назначенный руководителем метеослужбы в оккупированные Салоники, Эккерт совместил службу с подпольной деятельностью, создав через несколько месяцев после прибытия первую немецкую подпольную организацию в Греции.
Его группа первоначально насчитывала 5 человек и связалась с антифашистами из гарнизона Салоник. Группа имела своих людей от штаба юговосточной Европы до единичных кораблей германского флота.
Войдя в контакт с представителем «Группы дивизий Македонии» ЭЛАС Димитракосом, Эккерт информировал о передвижениях и составе частей вермахта и намерениях командования.
Сотрудничая с Димитракосом он часто писал листовки для распространения среди немецких солдат.
Эккерт за годы своей службы в Салониках спас от расстрела 16 участников Сопротивления.
Группа Эккерта и сам майор оказали большую помощь ЭЛАС в последние 20 дней оккупации Салоник, когда город был объявлен зоной военных операции и был назначен полевой командующий (Kampfkommandant) ответственный за эвакуацию вермахта из города.
Согласно немецким планам город был разбит на 8 секторов и один из них (от «Белой башни» до военно-морской базы) стал сектором ответственности Эккерта.
Он согласовал с греческим Сопротивлением, что при необходимости и после виртуального символического сопротивления, он передаст ЭЛАС свой сектор, что позволило бы грекам рассечь город на две части и парализовать сопротивление вермахта.
Однако этого не случилось, эвакуация была проведена шаг за шагом, без неожиданностей.
В последнюю неделю ему удалось освободить 7 эласитов, которые были арестованы при оружии гарнизоном крепости «Еди-куле».
Накануне занятия города частями ЭЛАС 29 октября 1944 года, Эккерт и несколько человек его группы были переправлены эласитами на примыкающую к Салоникам гору Хортиатис.
Перед уходом Эккерт передал ЭЛАС спрятанные им сотни гранат и тысячи патронов.
На следующий день группа вернулась в свободный уже город.
Эккерт сохранил неприкосновенной метеостанцию и передал Университету Аристотеля свои трёхлетние наблюдения, хотя имел приказ уничтожить и оборудование и записи.
Деятельность Эккерта за всё время его пребывания была абсолютно филэллинской во всех отношениях.
Отмечается что его 10 работ с фольклорным материалом, которые он опубликовал вместе с Формизисом, в изданной после войны книге «Вклад в македонскую народную магию» Греческое Сопротивление охарактеризовало как «голос протеста о греческой принадлежности Македонии, в период когда здесь свирепствовала болгарская пропаганда».
После освобождения города Эккерт развернул работу по организации и «перевоспитанию» немецких пленных.
Он запросил по радиотелеграфу из Москвы инструкции и печатные материалы, в то время как его временный план включал :
1) регистрацию пленных и разделение на 3 категории
α) социалистической ориентации, ветеранов революционеров
β) антигитлеровцев вообще, без политической ориентации
γ) фашистов, подверженных геббельсовской пропаганде
2) сортировку, организацию немецкого лагеря, использование пленных на работах по специальностям
3) издание 15дневного журнала антифашистской группы в Греции («Das freie Deutschland»).
4) Эккерт предложил X дивизии ЭЛАС реорганизовать свою метеостанцию и передать её в распоряжение «Группы дивизий Македонии» (Ο.Μ.Μ). Он выразил желание чтобы 4 немца метеостанции были охарактеризованы как добровольцы в ЭЛАС.
5) он также предложил использовать результаты его работ и его опыт греческой науке и предложил обучать студентов, которые будут посещать его уроки метеорологии.
В свою очередь командование «Группы дивизий Македонии» признало «Немецкий антифашистский комитет Македонии» под руководством «товарища майора» Dr Georg Eckert как подразделение Центрального немецкого антифашистского комитета Москвы «Свободная Германия».
Он получил заверения что статус немецких антифашистов будет иным по сравнению с другими военнопленными, что они будут рассматриваться как добровольцы в ЭЛАС, который всеми доступными средствами поддержит их политическую работу среди военнопленных.
Группа Эккерта вместе с Димитракосом и с одобрением «Резервной дивизии Салоник» ЭЛАС подготовила план «воспитания» немецких военнопленных, который затем был принят и XI дивизией.
Согласно плана военнопленные разделялись на три группы
α) неисправимых гитлеровцев
β) политически безразличных
γ) известных антифашистов и товарищей-дезертиров
Предполагалось что военнопленные последней подгруппы будут заняты «воспитанием» первых двух подкатегорий.
С приходом союзников (немецкий) антифашистский комитет столкнулся с трудностями, осложнившими его работу.
Так комитету не разрешили вступить в контакт с заключёнными в лагере Павлос Мелас, которых к тому же содержали в хлеву.
Осознавая трудности возникшие с прибытием союзников, Германская антифашистская группа предложила Группе дивизий Македонии (Ο.Μ.Μ) следующее:
1) Ο.Μ.Μ. принимает меры, с тем чтобы немецкие атифашисты остались в Греции, вместо того чтобы быть перевезены в лагеря Южной Африки или Австралии — здесь они приложат силы к восстановлению разрушенной их земляками страны.
2) чтобы избежать опасений союзников по вопросам безопасности-шпионажа, их можно перевезти в регионы вне главных транспортных артерий, к примеру в Западную Македонию.
3) организовать немцев в группы по специальностям, под руководством унтерофицеров антифашистов и под командованием греческих офицеров.
4) немедленное использование в восстановлении разрушенной гитлеровцами инфраструктуры и пр.
Немецкие антифашисты заявляли что они могут быть использованы везде
Эккерт запросил чтобы он сам, капитан Ernst Cremer и лейтенант Скибе были включены в греческую метеослужбу, с тем чтобы облегчить передачу накопленных ими за три года наблюдений и работ.
Предложение было поддержано профессором метеорологии Университета Аристотеля Кирьязопулосом.
С окончанием войны Эккерт репатриировался в Германию и вернулся к академической деятельности и научной работе.
Впоследствии его именем был назван Институт Георга Эккерта (Sitz des Leibniz-Instituts für Bildungsmedien, Georg-Eckert-Institut)